# Friedeschiff
Friedeschiffe, auch Friedekoggen (niederdeutsch Vredekoggen), hießen in der Zeit der Hanse die Kriegsschiffe, die vor allem gegen die Seeräuberei eingesetzt wurden. Mit dieser Bezeichnung, die einiges von der hansischen Geisteshaltung gegenüber dem Krieg verrät, wurde auf die wesentliche Aufgabe dieser Schiffe hingewiesen: Sie sollten für Frieden auf den Meeren sorgen und so einen ungestörten Handel ermöglichen.

Hanseschiff im 13. Jahrhundert, Ölgemälde von Christopher Rave

## Erfordernisse
Die Handelsschiffe der Hanse fuhren meist bewaffnet und waren somit nicht völlig wehrlos gegen vereinzelte Angriffe von Piraten. Auch schlossen sie sich gelegentlich zu kleineren Flottenverbänden zusammen, die schon aus dem 13. Jahrhundert überliefert sind, um sich bei größeren Überfällen besser wehren zu können. Als aber das organisierte Piratentum aufzutreten begann und der Handelsverkehr immer unsicherer wurde, mussten einzelne Hansestädte zusätzlich „Friedeschiffe“ in Dienst stellen. Besonders in den Tagen der berüchtigten Vitalienbrüder, als der Seehandel stellenweise schon ganz zum Erliegen gekommen war, wurde diese Maßnahme unumgänglich, wenn die Hanse nicht merklich an Substanz verlieren wollte.

## Finanzierung
Die Kosten für die Friedeschiffe wurden von der Gemeinschaft einzelner Städte oder Städtegruppen getragen. Dafür wurde gelegentlich der sogenannte Pfundzoll erhoben, eine Art hansische Umsatzsteuer. Meist finanzierten sie die Eigner und Befrachter der in den Konvois fahrenden Handelsschiffe. Die Hanse selbst unterhielt nie Friedeschiffe. Es wurden lediglich auf den Hansetagen die notwendig erscheinenden Maßnahmen in sogenannten Matrikeln festgelegt, die anschließend von den Städten in eigener Verantwortung durchgeführt werden mussten.
Um die Kosten zu reduzieren, beauftragten die Kaufleute der Hansestadt Stralsund im Jahre 1385 einen Unternehmer mit Maßnahmen zur Seebefriedigung. Wulf Wulflam, später Stralsunder Bürgermeister, blieb dabei jedoch nahezu erfolglos.

## Kriegsführung

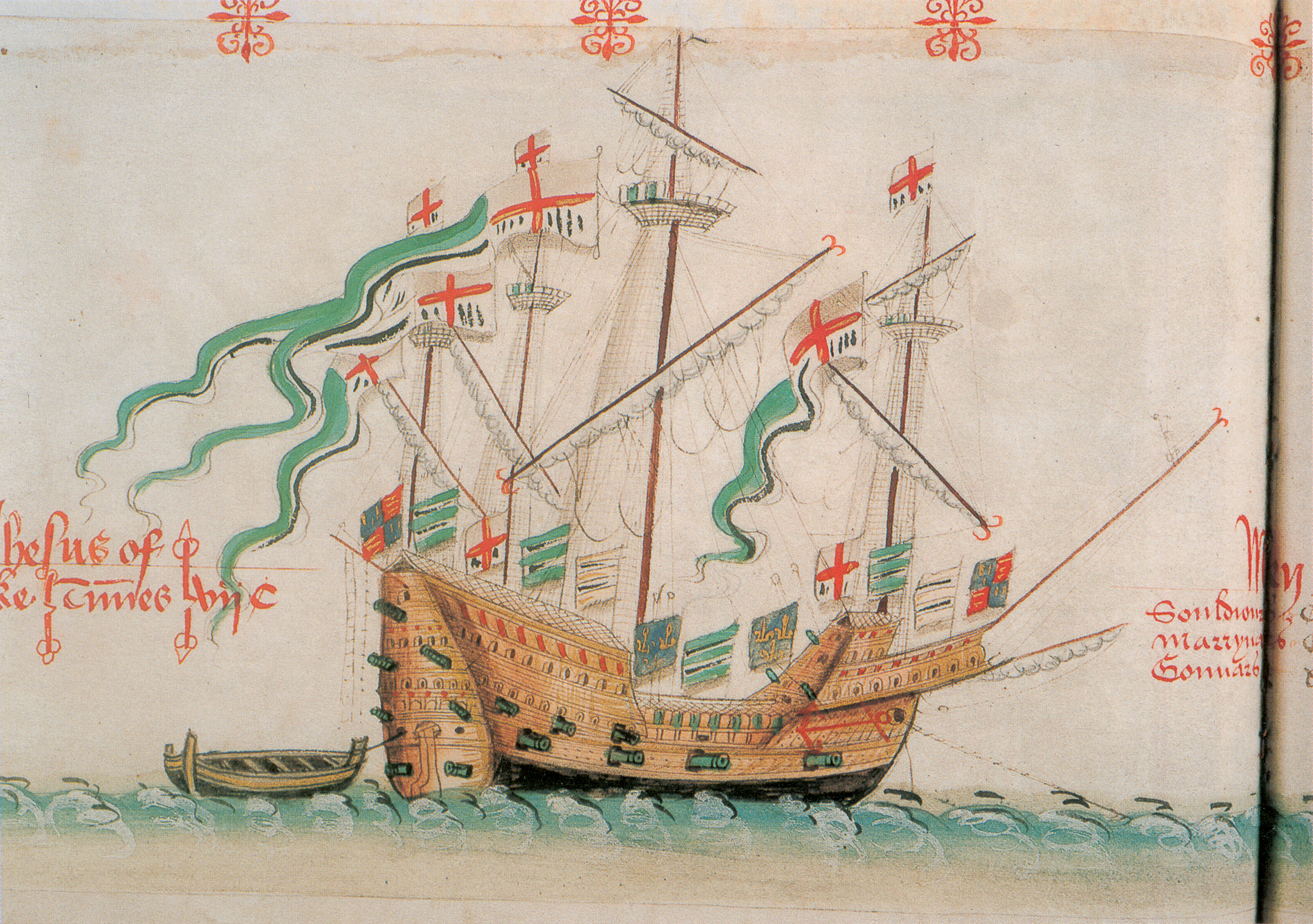
Handels- und Kriegsschiff der Hanse im 16. Jahrhundert

Verbände der Friedeschiffe wurden bei größeren Unternehmungen meist von den Bürgermeistern oder Ratsherren der Hansestädte geführt. (Siehe auch: Befehlshaber der Lübecker Flotte.)
Bis zur Einführung von Schiffsartillerie, etwa ab der zweiten Hälfte des 15. Jahrhunderts, wurde der Krieg auf See wie ein Landkrieg geführt. Die Friedeschiffe waren in jener Zeit lediglich besonders befestigte Handelsschiffe.
Ziel des Kampfes war es, das gegnerische Schiff zu entern und in Besitz zu nehmen. Dafür wurden die Koggen mit hohen Vorder- und Achterkastellen versehen, von denen aus Soldaten den Kampf führten. Als Waffen wurden Armbrüste und Langbögen verwendet. Gelegentlich wurden für den Fernkampf auch Wurfmaschinen, Bliden genannt, eingesetzt oder auch das sogenannte Treibende Werk, ein Katapult für schwere Pfeile, die unter der Besatzung und an der Takelage des feindlichen Schiffes eine verheerende Wirkung erzielen konnte.
Die Stärke der Besatzung auf den Friedeschiffen konnte bis zu hundert Mann betragen, von denen ungefähr zwei Drittel zu den Kriegsknechten gehörten und der Rest aus Seeleuten bestand. Die seemännische Besatzung wurde stets nur aus der eignen Bevölkerung der jeweils beteiligten Städte gewählt. Als militärische Besatzung wurden auch angeworbene Knechte eingesetzt, gelegentlich Reiter zur See genannt, die die feindlichen Schiffe zu entern und deren Besatzungen im Kampf Mann gegen Mann niederzukämpfen hatten.
Mit dem Aufkommen der Feuerwaffen im Seekrieg begann neben dem Enterkampf das Fernduell mit schwerer Schiffsartillerie die größere Rolle zu spielen. Von der Hanse wurde diese neue Technik auf See etwa in der Mitte des 16. Jahrhunderts eingeführt.

## Einsätze
Zu den vielfältigen Aufgaben der Friedeschiffe gehörten Geleitschutz für Handelskonvois, Patrouillenfahrten auf Seewegen sowie Überwachung und zeitweilige Blockaden bestimmter Küstengebiete und Inseln als sogenannte Auslieger. Sie führten Unternehmungen gegen die Piraten durch, wie gegen die Vitalienbrüder in Nord- und Ostsee am Anfang des 15. Jahrhunderts. Auch bei Kaperkriegen, die von der Hanse geführt wurden, wurden sie eingesetzt.

## Schiffsnamen
In einzelnen Fällen wird von einer etwas bizarren Namensgebung der Friedeschiffe berichtet. Namen wie Vlegender Geyst oder Mariendrache sollten wohl schon, wie der Historiker Walther Vogel schreibt, ihren verheerenden Zweck «vielversprechend» ankündigen.